# Prva liga Srbije i Crne Gore u fudbalu 2005-2006
L'edizione 2005-06 del campionato serbo/montenegrino (ufficialmente chiamata Meridian PrvaLiga 2005-2006 per ragioni di sponsorizzazione) fu la quattordicesima ed ultima della Unione Statale di Serbia e Montenegro e vide la vittoria finale della Stella Rossa.
Capocannoniere del torneo fu Srđan Radonjić (Partizan), con 20 reti.

## Avvenimenti
La Federazione calcistica della Serbia e Montenegro aveva nelle previsioni una riduzione del numero delle squadre della Prva liga SCG: le retrocessioni sarebbero state 7 invece delle 4 solite. Quindi, dopo le gare del 6 maggio 2006, a retrocedere sarebbero state Zemun, Smederevo, Javor, Rad, Budućnost, Obilić e Jedinstvo.
A seguito del referendum del 21 maggio 2006, il Montenegro ha ottenuto l'indipendenza dalla Serbia ed anche le discipline sportive hanno seguito lo stesso destino.
Le tre squadre montenegrine (Zeta, Budućnost e Jedinstvo) vengono aggregate alla Prva liga montenegrina 2006-2007, che così passa da seconda a prima divisione.
Delle 13 rimanenti squadre serbe, le peggiori 3 classificate retrocedono nella Prva Liga Srbija 2006-2007, mentre le migliori 10 (quindi Zemun e Smederevo evitano la retrocessione) passano nella SuperLiga serba 2006-2007 assieme alle migliori 2 della Prva Liga Srbija 2005-2006. La neonata Federazione calcistica della Serbia ha deciso che il nome del nuovo campionato sarà appunto "SuperLiga" e che sarà a 12 squadre.

## Squadre partecipanti
| Squadra                | Città                  | Stadio                   | Stagione precedente |
| ---------------------- | ---------------------- | ------------------------ | ------------------- |
| Partizan               | Belgrado               | Stadio Partizan          | Campione            |
| Stella Rossa           | Belgrado               | Stadio Stella Rossa      | 2º                  |
| Zeta                   | Golubovci              | Stadion Trešnjica        | 3º                  |
| OFK Belgrado           | Karaburma, Belgrado    | Stadio Omladinski        | 4º                  |
| Zemun                  | Zemun, Belgrado        | Gradski Stadion Zemun    | 5º                  |
| Budućnost              | Podgorica              | Stadion Pod Goricom      | 6º                  |
| Hajduk Kula            | Kula                   | Stadion Hajduk           | 7º                  |
| Vojvodina              | Novi Sad               | Stadio Karađorđe         | 8º                  |
| Smederevo              | Smederevo              | Stadio Smedereva         | 10º                 |
| Obilić                 | Stari Grad, Belgrado   | Stadio Miloš Obilić      | 11º                 |
| Borac Čačak            | Čačak                  | Stadion Borca            | 13º                 |
| Jedinstvo Bijelo Polje | Bijelo Polje           | Gradski stadion Nikoljac | 1º in 1.liga MNE    |
| Bud. Banatski Dvor     | Banatski Dvor, Žitište | Stadion Mirko Vučurević  | 1º in 1.liga SRB    |
| Javor Ivanjica         | Ivanjica               | Stadion Ivanjica         | 2º in 1.liga SRB    |
| Rad Belgrado           | Banjica, Belgrado      | Stadio Kralj Petar I     | 3º in 1.liga SRB    |
| Voždovac               | Voždovac, Belgrado     | Stadio Voždovac          | 12º in 1.liga SRB   |

### Squadra campione
- Allenatore:  Walter Zenga

Giocatore/Presenze/Reti
- Milan Dudić (28/3)
- Aleksandar Luković (27/3)
- Boško Janković (26/12)
- Nenad Kovačević (25/1)
- Dušan Basta (25/0)
- Milan Purović (24/11)
- Nikola Žigić (23/12)
- Dejan Milovanović (23/2)
- Vladimir Stojković (21/0) (portiere)
- Milan Biševac (20/0)
- Vladimir Mudrinić (20/0)
- Marko Perović (18/3)
- Nebojša Joksimovič (18/0)
- Dragan Mladenović (17/3)
- Milanko Rašković (13/5)
- Nikola Trajković (13/2)
- Nenad Milijaš (10/4)
- Dušan Đokić (9/8)
- Radovan Krivokapić (9/0)
- Ivan Ranđelović (9/0) (portiere)
- Ardian Đokaj (8/2)
- Bojan Miladinović (6/0)
- Takayuki Suzuki (6/0)
- Haminu Draman (4/1)
- Boban Stojanović (4/0)
- Dušan Anđelković (3/0)
- Marko Pantelić (3/0)
- Zoran Banović (1/0) (portiere)
- Filip Đorđević (1/0)
- Slavoljub Đorđević (1/0)
- Nenad Tomović (1/0)
- Jagoš Vuković (1/0)

## Classifica
| Pos. | Squadra                  | Pt | G  | V  | N  | P  | GF | GS | DR  | Verdetti dopo il 21.05.2006       |
| ---- | ------------------------ | -- | -- | -- | -- | -- | -- | -- | --- | --------------------------------- |
| 1.   | Stella Rossa             | 78 | 30 | 25 | 3  | 2  | 73 | 23 | +50 | in SuperLiga 2006-2007            |
| 2.   | Partizan                 | 71 | 30 | 22 | 5  | 3  | 53 | 17 | +36 | in SuperLiga 2006-2007            |
| 3.   | Voždovac                 | 51 | 30 | 15 | 6  | 9  | 52 | 38 | +14 | in SuperLiga 2006-2007            |
| 4.   | Hajduk Kula              | 50 | 30 | 13 | 11 | 6  | 41 | 26 | +15 | in SuperLiga 2006-2007            |
| 5.   | Zeta                     | 47 | 30 | 14 | 5  | 11 | 42 | 36 | +6  | in Prva crnogorska liga 2006-2007 |
| 6.   | OFK Belgrado             | 44 | 30 | 13 | 5  | 12 | 35 | 29 | +6  | in SuperLiga 2006-2007            |
| 7.   | Borac Čačak              | 44 | 30 | 12 | 8  | 10 | 32 | 27 | +5  | in SuperLiga 2006-2007            |
| 8.   | Bud. Banatski Dvor       | 37 | 30 | 11 | 4  | 15 | 45 | 48 | -7  | in SuperLiga 2006-2007            |
| 9.   | Vojvodina                | 43 | 30 | 11 | 10 | 9  | 28 | 27 | +1  | in SuperLiga 2006-2007            |
| 10.  | Zemun                    | 41 | 30 | 11 | 8  | 11 | 34 | 39 | -5  | in SuperLiga 2006-2007            |
| 11.  | Smederevo                | 39 | 30 | 11 | 6  | 13 | 30 | 37 | -7  | in SuperLiga 2006-2007            |
| 12.  | Javor Ivanjica           | 32 | 30 | 8  | 8  | 14 | 22 | 35 | -13 | in Prva Liga Srbija 2006-2007     |
| 13.  | Rad Belgrado             | 31 | 30 | 9  | 4  | 17 | 27 | 35 | -8  | in Prva Liga Srbija 2006-2007     |
| 14.  | Budućnost Podgorica (-3) | 25 | 30 | 6  | 10 | 14 | 24 | 43 | -19 | in Prva crnogorska liga 2006-2007 |
| 15.  | Obilić                   | 15 | 30 | 3  | 6  | 21 | 23 | 53 | -30 | in Prva Liga Srbija 2006-2007     |
| 16.  | Jedinstvo Bijelo Polje   | 11 | 30 | 3  | 2  | 25 | 18 | 72 | -54 | in Prva crnogorska liga 2006-2007 |

Legenda:

      Campione di Serbia e Montenegro e qualificato alla UEFA Champions League 2006-2007 

      Qualificato alla Coppa UEFA 2006-2007 

      Qualificato alla Coppa Intertoto 2006 

      Retrocesso in seconda divisione (dopo i risultati del 06.05.2006) 

      Passa in SuperLiga serba 2006-2007 

      Passa in Prva crnogorska fudbalska liga 2006-2007 

      Retrocesso in Prva Liga Srbija 2006-2007 

Note:

3 punti per la vittoria, 1 per il pareggio, 0 per la sconfitta.

### Classifica marcatori
| Pos. | Giocatore          | Squadra                          | Reti |
| ---- | ------------------ | -------------------------------- | ---- |
| 1    | Srđan Radonjić     | Partizan                         | 20   |
| 2    | Dušan Đokić        | Voždovac (11) / Stella Rossa (8) | 19   |
| 3    | Boško Janković     | Stella Rossa                     | 12   |
| 3    | Dražen Milić       | Zeta                             | 12   |
| 3    | Nenad Milijaš      | Zemun (8) / Stella Rossa (4)     | 12   |
| 3    | Nikola Žigić       | Stella Rossa                     | 12   |
| 7    | Dejan Osmanović    | Hajduk Kula                      | 11   |
| 7    | Milan Purović      | Stella Rossa                     | 11   |
| 9    | Jovan Damjanović   | Borac Čačak                      | 9    |
| 9    | Nikola Drinčić     | Budućnost Banatski Dvor          | 9    |
| 9    | Nebojša Marinković | Partizan (3) / Voždovac (6)      | 9    |
| 9    | Ljubiša Vukelja    | Vojvodina                        | 9    |
| 9    | Ivan Vuković       | Zeta                             | 9    |

Fonte: Gol(a) istina - Kraljevi strelaca

### Risultati
|                         | Par | Sme | Jav | OFK | Zem | Voj | Zet | H.K | S.R | Vož | Bor | BBD | R.B | Obi | B.P | Jed |
| ----------------------- | --- | --- | --- | --- | --- | --- | --- | --- | --- | --- | --- | --- | --- | --- | --- | --- |
| Partizan                | XXX | 2:1 | 6:0 | 0:1 | 0:0 | 3:0 | 1:0 | 0:0 | 0:0 | 2:3 | 1:0 | 2:0 | 2:0 | 4:2 | 3:0 | 2:0 |
| Smederevo               | 0:1 | XXX | 1:0 | 2:1 | 3:2 | 1:0 | 4:1 | 1:1 | 1:3 | 1:2 | 0:0 | 1:1 | 0:1 | 3:1 | 1:1 | 1:0 |
| Javor                   | 0:1 | 1:0 | XXX | 1:0 | 2:0 | 2:2 | 1:0 | 0:0 | 1:2 | 0:1 | 0:2 | 4:2 | 1:0 | 0:0 | 0:0 | 1:0 |
| OFK Belgrado            | 0:1 | 3:0 | 3:2 | XXX | 2:0 | 0:1 | 0:1 | 2:1 | 0:1 | 2:2 | 1:1 | 0:1 | 1:0 | 3:1 | 3:0 | 4:0 |
| Zemun                   | 0:2 | 0:0 | 1:0 | 3:1 | XXX | 1:1 | 2:1 | 2:2 | 0:2 | 2:2 | 1:1 | 2:0 | 0:0 | 2:0 | 3:1 | 2:1 |
| Vojvodina               | 2:3 | 1:0 | 1:1 | 1:0 | 2:1 | ХХХ | 3:1 | 0:0 | 1:0 | 2:2 | 0:1 | 1:0 | 2:0 | 1:0 | 0:0 | 2:0 |
| Zeta                    | 1:3 | 0:0 | 1:0 | 0:0 | 1:0 | 2:1 | XXX | 5:3 | 2:2 | 1:0 | 3:1 | 1:0 | 1:0 | 4:1 | 3:0 | 3:0 |
| Hajduk Kula             | 0:0 | 1:0 | 3:0 | 3:0 | 6:1 | 0:0 | 3:1 | XXX | 2:2 | 2:0 | 2:2 | 1:0 | 1:0 | 1:0 | 1:0 | 2:0 |
| Stella Rossa            | 2:0 | 2:0 | 2:0 | 2:0 | 2;1 | 3:1 | 3:2 | 4:1 | XXX | 3:1 | 1:0 | 5:1 | 1:0 | 4:2 | 4:0 | 4:0 |
| Voždovac                | 1:3 | 3:0 | 2:1 | 0:1 | 1:2 | 2:0 | 1:0 | 2:1 | 0:2 | XXX | 4:0 | 1:1 | 2:1 | 4:0 | 4:1 | 3:1 |
| Borac Čačak             | 0:2 | 4:0 | 0:0 | 1:1 | 2:0 | 1:0 | 0:1 | 1:0 | 2:1 | 0:1 | XXX | 0:1 | 2:1 | 1:3 | 2:0 | 2:0 |
| Budućnost Banatski Dvor | 1:1 | 2:0 | 1:1 | 1:0 | 3:0 | 1:0 | 3:1 | 2:0 | 0:3 | 0:0 | 0:1 | XXX | 0:1 | 3:0 | 2:1 | 5:1 |
| Rad Belgrado            | 1:2 | 0:2 | 1:0 | 1:2 | 0:1 | 1:1 | 3:0 | 0:0 | 2:4 | 3:1 | 0:3 | 0:1 | XXX | 1:1 | 2:1 | 2:0 |
| Obilić                  | 0:2 | 0:2 | 0:0 | 0:1 | 0:2 | 0:1 | 0:0 | 0:1 | 2:3 | 2:5 | 0:0 | 1:0 | 0:1 | XXX | 0:0 | 5:0 |
| Budućnost Podgorica     | 0:1 | 1:2 | 3:1 | 2:2 | 1:1 | 0:0 | 1:1 | 0:0 | 1:2 | 2:0 | 1:1 | 0:2 | 2:1 | 2:1 | XXX | 2:0 |
| Jedinstvo Bijelo Polje  | 2:3 | 2:3 | 0:2 | 0:1 | 0:2 | 1:1 | 0:4 | 1:3 | 0:4 | 2:2 | 2:1 | 2:0 | 1:4 | 2:1 | 0:1 | XXX |

Fonte: rsssf.com